# Salt-N-Pepa
Salt-N-Pepa (també escrit Salt 'N' Pepa o Salt 'N Pepa) és un trio estatunidenc de hip-hop format a Queens, Nova York, el 1985.

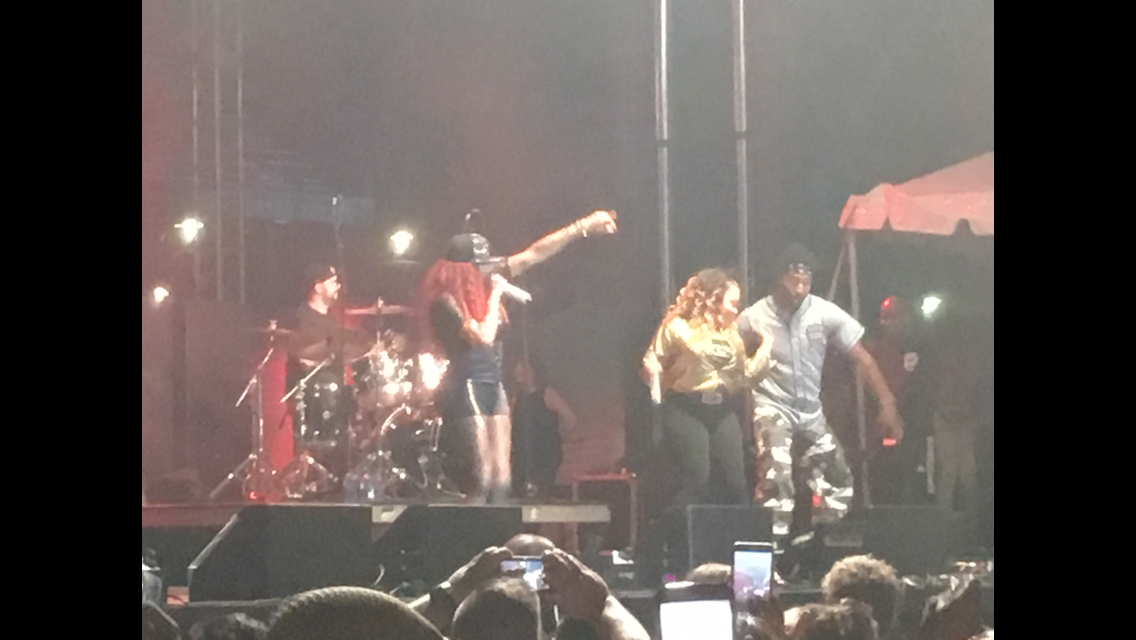
Salt N’ Peppa (Akron, 2018).

El grup està conformat per Cheryl James ("Salt"), Sandra Denton ("Pepa") i Deidra Roper ("DJ Spinderella"), qui va reemplaçar a Latoya Hanson, que va formar part de l'agrupació fins a 1986.2 Ha venut més de 15 milions d'àlbums i senzills a tot el món. Salt-N-Pepa és el primer grup de rap femení per nombre de vendes, i sis dels seus senzills (un d'ells, Let's Talk About Sex) han estat certificats tant platí com or als Estats Units per la RIAA.

## Història

### 1985–1987: Formació i Hot, Cool & Vicious.
El 1985, Cheryl James i Sandra Denton, residents de Queens, Nova York, es van conèixer quan totes dues estudiaven infermeria a Queensborough Community College. La parella es va fer molt amiga i també companya de treball a Sears, juntament amb les futures celebritats Kid N' Play i Martin Lawrence. Un altre company de treball, Hurby "Luv Bug" Azor, estava estudiant producció musical al Center of Media Arts i va fer que la seva llavors núvia Cheryl James, i també Sandra Denton, enregistressin una cançó per a ell com un projecte de classe que havia de fer. Això va resultar en la cançó "The Showstopper", un disc de resposta a l'exitós senzill de Doug E. Fresh "The Show"del duet, que originalment es feia anomenar Super Nature. La cançó va fer servir una melodia de la pel·lícula Revenge of the Nerds del 1984. Azor li va passar la cançó al seu amic Marley Marl, que presentava un programa de rap de cap de setmana en una estació de ràdio de la ciutat de Nova York. Marl ocasionalment incloïa la cançó a la rotació del seu set, i es va fer tan popular que l'estació va rebre sol·licituds per reproduir-la durant el set de rap de cap de setmana de Marl. Tot i això, la cançó no estava disponible a les botigues ja que era simplement una tasca de l'escola de música. El Pop Art Records independent va intervenir i es va oferir a donar-li a la cançó un llançament oficial, i "The Showstopper" es va convertir en un èxit modest de R&B, aconseguint el lloc 46 a la llista de R&B de Billboard dels EUA.
Després de trobar cert èxit amb The Showstopper, Azor, James i Denton van decidir concentrar-se en el grup a temps complet, i Denton i James aviat van abandonar l'escola d'infermeria. Azor va canviar el nom del grup a Salt-N-Pepa, basat en la lletra de la cançó "En aquest moment, et mostraré com se suposa que ha de ser perquè nosaltres, els MC de sal i pebre", cosa que va resultar que les estacions de ràdio obtinguessin telèfon. trucades sol·licitant "The Showstopper" de Salt And Pepper. El setembre del 1985, el grup va signar amb Next Plateau Records, però al principi el segell només volia llançar un senzill; James i Denton van gravar "I'll Take Your Man", produït per Azor, i el segell ho va llançar. La cançó va utilitzar una melodia de l'exitós senzill "Flash Light" de la banda de funk Parliament. Next Plateau ara havia sol·licitat un àlbum de llarga durada, i Azor va sentir que el grup hauria de ser un trio femení, similar al trio de rap masculí Run DMC. Abans de començar a treballar en un àlbum de llarga durada, Azor va reclutar DJ Latoya Hanson (anomenada Spinderella) a Salt-N-Pepa. Les dames van treballar a l'àlbum i al desembre de 1986 es va llançar l'àlbum debut del trio, Hot, Cool & Vicious, produït per Azor, el nuvi de Salt en aquest moment i el mànager del grup. Hansen va estar al grup durant uns mesos, però ella i Salt no estaven en termes amistosos i Hansen va deixar el grup després que van acabar l'àlbum, però just abans que es distribuís a les botigues. Poc després, a principis de 1987, Azor va reclutar el grup a l'estudiant de secundària Deidra Roper, de 16 anys, i es va fer coneguda com a Spinderella, la DJ del grup.
Hot, Cool & Vicious va incloure alguns èxits radials moderats de rap/R&B com "The Showstopper", "My Mic Sound Nice" i "Tramp", però quan el DJ i productor de San Francisco, Cameron Paul, va crear un remix de "Push It", el costat B del senzill Tramp, va donar al grup el seu primer gran èxit. ”Push It” (EUA n. ° 19, Regne Unit n. ° 2) es va convertir en un senzill de platí als Estats Units i un èxit en diversos altres països, i es va afegir a les edicions posteriors de Hot, Cool & Vicious. Va ser nominat per a un premi Grammy, i la força d'aquest senzill va catapultar l'àlbum a les vendes de platí als EUA amb més d'1 milió de còpies venudes, convertint Denton, James i Roper en el primer acte de rap femení a obtenir el platí. L'àlbum finalment va vendre 1,4 milions de còpies a tot el món.
El grup va ingressar a la indústria de la música en un moment en què es creia que el hip hop era una moda passatgera i, atès que les principals companyies discogràfiques es mostraven molt reticents a contractar artistes de hip hop, molts dels primers artistes de hip hop van gravar per a segells independents. Salt-N-Pepa va tenir un gran impacte al hip hop en ser un dels primers grups de rap exclusivament femenins. Preocupades per les lletres sexistes i els videoclips que cosificaven els cossos de les dones al hip hop, a moltes feministes no els agradava el rap i el hip hop perquè retrataven negativament les dones. Tot i això, Salt-N-Pepa va canviar l'aspecte del hip hop. Estaven escassament vestits amb roba sexi i no tenien por de parlar sobre sexe i els seus pensaments sobre els homes. La seva cançó "Let's Talk About Sex" va ser un gran èxit.

### 1988-1992:A Salt with Deadly Pepa and Blacks' Magic
El següent àlbum de Salt-N-Pepa, "A Salt with a Deadly Pepa", va ser llançat el 26 de juliol de 1988 i contenia l'èxit del top 10 de R&B "Shake Your Thang", amb la banda go-go I.U. A més, es va veure un èxit entre els 20 principals de R&B i un èxit pop menor a Get Up Everybody (Get Up) i Twist and Shout, respectivament; amb "Twist and Shout" convertint-se en un gran èxit al Regne Unit (# 4), i diversos països europeus. L'àlbum va vendre 800.000 còpies a tot el món, de les quals 500.000 es van vendre als EUA, obtenint l'estatus d'or als EUA
El tercer àlbum del grup, Blacks' Magic, va ser llançat el 19 de març de 1990 i va veure moments personals per al trio en diferents nivells. Pepa s'havia convertit en la primera integrant del grup a quedar embarassada. Azor va produir algunes cançons de l'àlbum, però com que estava produint altres actes, va accedir que el grup treballés amb diferents productors per acabar l'àlbum. Salt i Spinderella van assumir algunes tasques de producció i el trio va contractar diferents productors, com la productora d'Invincible, Dana Mozie. Est va ser el primer àlbum a presentar a Roper en la veu durant gran part de l'àlbum, així com també com a DJ. El resultat van ser sis senzills llançats per Next Plateau Records, diversos dels quals es van convertir en èxits: "Expression" (# 26 als EUA, # 40 al Regne Unit el 1990, # 23 al Regne Unit el 1992), un senzill de platí, produït per Salt; "Independent"; "No ho sé" (amb Kid 'n Play); "Do You Want Me" (EUA n. ° 21, Regne Unit n. ° 5), or certificat; "Parlem de sexe" (Núm. 13 als EUA, Núm. 2 al Regne Unit), certificat d'or i després regrabat com a "Parlem de SIDA" per a una promoció de consciència; i "Em vas mostrar" (EUA n. ° 47, Regne Unit n. ° 15).

### 1993–1996: Èxit revolucionari,Very Necessary
El quart àlbum d'estudi de Salt-N-Pepa, Very Necessary, va ser llançat el 12 d'octubre de 1993 a London Records. L'àlbum va comptar amb la composició i producció de Salt, Pepa, Spinderella i Azor. Animat pels èxits "Shoop" (EUA n.º 4, Regne Unit n.º 13), coproduït per Pepa; "Whatta Man" (número 3 als EUA, número 7 al Regne Unit) (amb En Vogue); i "None of Your Business", un èxit entre els 40 principals dels EUA i entre els 20 principals del Regne Unit, Very Necessary finalment va vendre 7 milions de còpies a tot el món, amb 5 milions d'elles als EE. EUA - 5 vegades l'estat de platí. Això les va convertir en el primer acte de rap femení (solista o grupal) a tenir un àlbum certificat multiplatí. El grup va fer una gira i Salt va coprotagonitzar la pel·lícula Qui és l'home? i Pepa va coprotagonitzar la pel·lícula Joe's Apartment. Pepa havia tingut una relació sentimental amb Treach del grup de rap Naughty By Nature. El trio va guanyar un premi Grammy a la millor interpretació de rap d'un duet o grup el 1995 pel senzill "None of Your Business", convertint-se en el primer acte de rap femení a guanyar un Grammy, juntament amb Queen Latifah, qui després va guanyar a la mateixa cerimònia. Very Necessary és l'àlbum més venut d'un acte de rap femení.

### 1997-2004:Brand Newi pausa
En el moment del llançament del seu proper àlbum, Salt-N-Pepa havia passat pel procés legal de separar-se del tot d'Azor, a qui van acusar de pagaments injustos de regalies. Salt ja havia deixat de tenir una relació sentimental amb ell a causa dels seus alts i baixos. El trio va deixar London Records després d'un àlbum i va signar amb Red Ant Records, si bé encara distribuït per PolyGram Records (el segell que havia distribuït el seu àlbum Very Necessary a London Records) a través del segell Island Records de PolyGram. Red Ant va pagar al trio un bo per signar de $15 milions quan van signar els seus contractes. El grup va assumir novament les tasques de producció, però aquesta vegada Azor no va participar enlloc del disc. Aquest seria el primer i únic disc sense cap producció d'Azor. El resultat va ser l'àlbum Brand New, llançat el 21 d'octubre de 1997. No obstant això, Red Ant estava tenint dificultats financeres i es va declarar en fallida poc després que l'àlbum arribés a les botigues, cosa que va aturar el màrqueting i la promoció de tots els seus llançaments, inclòs l'àlbum de Salt-N-Pepa.. El grup va realitzar una gira en suport de l'àlbum, però sense cap promoció del segell en fallida, només van obtenir èxits menors amb RU Ready i Gitty Up. L'àlbum va ser certificat or als EUA per vendes de 500 000 còpies i va vendre aproximadament altres 100 000 còpies a nivell internacional. Encara que no es va vendre tant com el seu predecessor, va mantenir intacta una cadena ininterrompuda d'àlbums d'estudi d'or o platí del trio.
Al març de 1999, Salt-N-Pepa es va embarcar en una gira. Pepa es va casar amb Treach of Naughty by Nature el 27 de juliol del mateix any. L'àlbum de grans èxits de Salt-N-Pepa, titulat The Best of Salt-N-Pepa, es va llançar a Europa el 25 de gener de 2000. Pepa i Treach van romandre casats durant dos anys, però el seu tumultuós matrimoni va acabar en divorci el 31 de juliol de 2000. 2001. Sense àlbums per contracte en aquest moment, Salt va decidir deixar el grup, afirmant que estava farta de la indústria de la música i que ja no volia estar involucrada en ella. Es van dissoldre oficialment el 2002. Algun temps després, Salt va anunciar que llançaria un àlbum en solitari, però finalment no ho va fer. Va aparèixer a la versió remix de "Shine" de Salt City Six a l'àlbum Holy South Worldwide, una compilació de cançons cristianes de rap i R&P (Rhythm & Praise). L'àlbum va ser produït per l'exmembre de Three 6 Mafia convertit en raper cristià, el Sr. Del. Salt també va revelar en entrevistes posteriors que havia patit de bulímia fa molts anys. Pepa va aparèixer a la cinquena temporada de The Surreal Life de VH-1. Spinderella es va convertir en una personalitat de ràdio a KKBT 100.3 a Los Angeles. Va conduir The Backspin (amb DJ Mo'Dav), un programa de ràdio setmanal sindicat a nivell nacional que presenta música hip hop de la vella escola. També punxa periòdicament a diversos clubs. El trio es va dissoldre per un total de cinc anys.

### 2005-present: reunió, altres empreses i l'adéu de DJ Spinderella
Salt i Pepa van reaparèixer a Hip Hop Honors de VH1 el setembre de 2005. Les tres dones es van reunir l'any següent per al proper programa Hip Hop Honors i van interpretar "Whatta Man" amb En Vogue. Va ser la primera actuació del trio en sis anys, i va ser la seva primera actuació de "Whatta Man" amb En Vogue a l'escenari. Salt-N-Pepa es va reformar el 2007. Les tres dones ara tenen fills. Spinderella té una filla, amb l'exjugador de la NBA Kenny Anderson, que va aparèixer a My Super Sweet Sixteen de MTV el 2008. Pepa té un fill i una filla, la seva filla és engendrada pel raper Treach. Salt té una filla i un fill amb el seu exespòs Gavin Wray.
El 14 d'octubre de 2007, The Salt-N-Pepa Show va debutar a VH1. Pepa havia aparegut prèviament en un programa diferent a la cadena anomenat The Surreal Life. The Salt-N-Pepa Show narra els esdeveniments a les vides de Pepa i Salt mentre resolen problemes passats. Spinderella ha aparegut en diversos episodis. Més tard, el 2008, el trio va actuar als BET Hip Hop Awards. Aquell agost, Pepa va publicar una autobiografia titulada Parlem de Pep, coescrita per Karen Hunter, que presenta una introducció de Queen Latifah i un epíleg de Missy Elliott. Per acompanyar el llibre, va llançar la seva pròpia xarxa social per a fanàtics i també va protagonitzar la sèrie de telerealitat Let's Talk About Pep a VH1. 
El 9 de maig de 2009, Salt-N-Pepa va actuar al concert Ladies of the 80s a Honolulu, que també va comptar amb SWV i Lisa Lisa. Van actuar al Good Vibrations Festival a Austràlia el febrer del 2010, i al South West Four Festival, Clapham Common, Londres, el 29 d'agost del 2010. El 12 d'octubre del 2010, Salt-N-Pepa va rebre el premi I Am Hip Hop als BET Hip Hop Awards.
El 4 de febrer de 2011, Salt-N-Pepa va realitzar una gira nacional titulada Salt-N-Pepa's Legends of Hip Hop Tour. Altres actes a la gira van incloure Whodini, Rob Base, Kurtis Blow, Doug E Fresh, Biz Markie, Naughty By Nature, MC Lyte, Big Daddy Kane, Kool Moe Dee, Slick Rick i Chubb Rock. El 21 de novembre de 2011, Salt-N-Pepa va aparèixer a la tercera temporada de The X Factor Austràlia amb el concursant i finalista Johnny Ruffo. Van interpretar "Push It". El 30 de juliol de 2012, Salt-N-Pepa va obrir per al grup de rap Public Enemy a Brooklyn, Nova York, com a part de la sèrie de concerts Martin Luther King Jr
El trio va fer una aparició al novembre de 2014 en un comercial d'assegurances de Geico interpretant "Push It". Salt-N-Pepa va aparèixer en l'episodi del 18 de desembre de 2015 de The Wendy Williams Show interpretant "Push It". L'actuació va començar amb Wendy Williams fingint ser la DJ, per la qual cosa Spinderella finalment va assumir-ne les funcions. Això va ser una al·lusió al fet que Roper, Williams i diverses altres dones havien fet una audició per al paper de DJ al grup el 1987; el paper de DJ finalment ho va guanyar Roper. La reeixida cançó del grup, "Shoop", va tornar el 12 de febrer de 2016, com un dels temes principals de la reeixida pel·lícula de Marvel, Deadpool. El trio va actuar a Red Deer, Alberta, Canadà per a Westerner Days a l'Enmax Centrium el 21 de juliol de 2016.
El 2017-2018, el grup va realitzar una gira com a part de la gira I Love the 90's, actuant en diversos llocs, inclosos el Wembley Arena del Regne Unit, Glasgow SSE, Liverpool Echo Arena i Birmingham. El 16 d'octubre de 2018, Salt-N-Pepa va aparèixer a la versió nord-americana de Who Wants to Be a Millionaire, amb Kid N Play com la seva salvavides "més un" a l'estudi.
El març del 2019, es va anunciar que Salt-N-Pepa tindria una minisèrie biogràfica a la xarxa Lifetime, destacant l'ascens del grup per convertir-se en un dels primers grups de rap femenins exitosos al hip hop.
El 2 de maig de 2019, va començar el Mixtape Tour a Cincinnati, Ohio. Els artistes d'aquesta gira inclouen Salt-N-Pepa, Debbie Gibson, Tiffany i Naughty by Nature, amb New Kids on the Block com els artistes principals. L'endemà, DJ Spinderella va anunciar en una publicació d'Instagram que havia estat comiat" de Salt-N-Pepa a partir de gener i va trencar el seu silenci després que la banda no anunciés públicament la seva separació d'ella. DJ Cocoa Chanelle, abans de BET Networks i HOT 97, es va convertir en el DJ de reemplaçament.
El 23 de gener de 2021, Lifetime va llançar una pel·lícula biogràfica homònima, dirigida per Mario Van Peebles, protagonitzada per GG Townson com a Salt, Laila Odom com a Pepa, Monique Jasmine Paul com a DJ Spinderella, Cleveland Berto com a Herbie, Daniel Keith Morrison com a MC Hammer, Denver. Taylor com Martin Lawrence, Bronson Phillip Lake com Christopher "Kid" Reid i Devante Senior com Christopher "Play" Martin. Salt-N-Pepa actua com a productora executiva, mentre que Queen Latifah actua com a productora.
El 4 de novembre de 2022, Salt-N-Pepa va ser honrat amb una estrella al Passeig de la Fama de Hollywood, ubicat al costat de la botiga Amoeba Music a Hollywood Boulevard. DJ Spinderella es va unir a la cerimònia d?inducció.

## Discografia
- 1986: Hot, Cool & Vicious (disc de platí)
- 1988: A Salt with a Deadly Pepa (disc d'or)
- 1990: Blacks' Magic (disc de plató)
- 1993: Very Necessary (5 discs de platí)
- 1997: Brand New (disc d'or)

## Premis i nominacions
- American Music Awards
  - 1995: Favorite Hip-Hop Artist (nominació)
  - 1995: Favorite R&B/Soul Duo or Group, (nominació)

- Premios Grammy
  - 1989: Best Rap Performance by a Duo or Group "Push It" (nominació)
  - 1990: Best Rap Performance by a Duo or Group "Shake Your Thang" (nominació)
  - 1992: Best Rap Performance by a Duo or Group "Let's Talk About Sex" (nominació)
  - 1995: Best R&B Performance by a Duo or Group: "Whatta Man" (con En Vogue) (nominació)
  - 1995: Best Rap Performance by a Duo or Group "None of Your Business" (guanyador)

- MTV Video Music Awards
  - 1994: Best Dance Video "Whatta Man" - (guanyador)
  - 1994: Best R&B Video "Whatta Man" - (guanyador)
  - 1994: Best Choreography In A Video "Whatta Man" - (guanyador)
  - 1995: Best Dance Video "None of Your Business" (nominació)
- 2nd Annual VH1 Hip Hop Honors Honoree